# Kim Jong-hyun
Kim Jong-hyun (n. 8 aprilie 1990, Hyehwa-dong⁠(d), Seul, Coreea de Sud – d. 18 decembrie 2017, Cheongdam-dong⁠(d), Seul, Coreea de Sud), cunoscut și ca Jonghyun a fost un cântăreț din Coreea de Sud, membru al formației k-pop Shinee, care a debutat în 2008.
Artistul s-a sinucis la vârsta de 27 de ani, otrăvindu-se cu monoxid de carbon.

## Profil
- Nume de scenă: Jonghyun
- Nume de naștere: Kim Jong-hyun
- Data nașterii: 8 aprilie 1990
- Data decesului: 18 decembrie 2017[12]
- Agenția: SM Entertainment

## Discografie
- Base (2015)
- Story op.1 (2015)
- She Is (2016)
- Story op.2 (2017)
- Poet | Artist (2018)

## Filmografie

### Film
- 2012 - I Am Himself[13]
- 2015 - SMTOWN The Stage[14]

## Vezi și
- Shinee